# Pere II d'Alexandria
Pere II d'Alexandria (grec antic: Πέτρος, Pétros; llatí: Petrus) va ser prevere i després patriarca d'Alexandria en dues ocasions, la primera com a deixeble d'Atanasi, que el va nomenar el seu successor, càrrec al qual va accedir l'any 373, i la segona el 380, quan, amb una carta del papa Damas I va ocupar altre cop el patriarcat. Nominalment va ser patriarca del 373 al 380 ininterrompudament.
Els arrians, llavors en ascens amb la protecció de l'emperador Valent, havien suportat Atanasi que ja era vell, però no estaven disposats a fer el mateix amb Pere, que va ser deposat i empresonat per oficials de l'emperador. Sigui perquè no no el van tancar o perquè es va escapar, aviat apareix a un vaixell que el va portar a Roma on el papa Damas I el va rebre molt bé. Luci, el seu competidor arrià, va ser nomenat bisbe d'Alexandria.
Quan Valent va marxar d'Antioquia l'any 378 per la seva campanya militar, Pere, que havia retornat de Roma amb una carta del papa que el reconeixia com a bisbe d'Alexandria, va poder recuperar la seva seu mercès al favor popular que va expulsar a Luci que va fugir a Constantinoble. En 380 va intentar deposar Gregori de Nazianz, partidari del Credo de Nicea, per imposar Màxim I, però no se'n va sortir. Va sobreviure poc temps, ja que va morir el 381 i el va succeir el seu germà Timoteu I.

## Obra
Va escriure:
- Επιστολὴ s. Γράμματα, Epistola
- Epistola ad Episcopos et Presbyteros atque Diaconos pro vera Fide in exsilio constitutos, s. ad Episcopos, Presbyteros, atque Diaconos qui sub Valente Imperatore Diocaeaream fuerant exules missi